# Myrica esculenta
Myrica esculenta é uma espécie de árvore ou arbusto grande nativo das colinas do norte da Índia e do Nepal.
Possui estatura média, de cerca de 6 a 8 m. A casca é macia e quebradiça. As folhas são conjuntas, de 30 a 60 cm de comprimento, que contém folhetos em pares de 6 a 9 e tem uma largura de 19 milímetros. As flores são de cor branca e são dispostas em cachos. A fruta é uma drupa globosa e suculenta, com um endocarpo duro; com diâmetro de 1,1 a 1,3 cm e massa média de 670 mg. As sementes são de forma triangular e têm gosto adstringente.